# 马兹罗勒迪拉泽斯
马兹罗勒迪拉泽斯（法語：Mazerolles-du-Razès，法語發音：[mazʁɔl dy ʁazɛs] ⓘ）是法国奥德省的一个市镇，位于该省西部，属于利穆区。

## 地理
马兹罗勒迪拉泽斯（43°8'19"N, 2°4'18"E）面积8.22 平方千米，位于法国奧克西塔尼大區奥德省，该省份为法国南部沿海省份，北起塔恩省，西北接上加龙省，西接阿列日省，南至东比利牛斯省，东临地中海，东北与埃罗省接壤。
与马兹罗勒迪拉泽斯接壤的市镇（或旧市镇、城区）包括：贝勒加德迪拉泽斯、贝尔韦兹迪拉泽斯、拉库尔泰特、弗努耶迪拉泽斯、费朗、格拉马济、蒙格拉达伊。

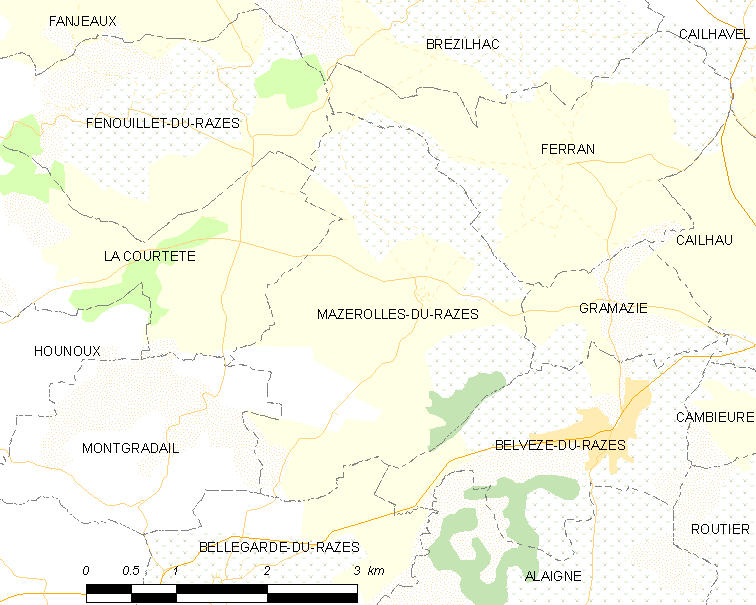
马兹罗勒迪拉泽斯的OSM定位图

马兹罗勒迪拉泽斯的时区为UTC+01:00、UTC+02:00（夏令时）。

## 行政
马兹罗勒迪拉泽斯的邮政编码为11240，INSEE市镇编码为11228。

## 政治
马兹罗勒迪拉泽斯所属的省级选区为拉皮耶日欧拉泽斯县。

## 人口

1962-2008年间马兹罗勒迪拉泽斯人口变化图示

马兹罗勒迪拉泽斯于2022年1月1日时的人口数量为154人。